# 清会厌塞擦音
清会厌塞擦音(IPA中为[ʡ͡ʜ])是一种罕见的塞擦音，成阻为会厌音[ʡ]，以清会厌擦音[ʜ]除阻。没有此音在任何语言中出现的报道。

## 特征
清会厌塞擦音的特征有：
- 調音方法屬於塞擦音，調音時先阻礙空氣在聲腔流動，再形成狹窄通道讓氣流通過發生湍流來調音。
- 調音部位是會厭，即是以杓狀會厭襞接觸會厭來調音。

- 發聲類型是清音，意味着發音時聲帶並不顫動。
- 本輔音是口腔輔音（口音），表示調音時空氣只從口裡流出。
- 本輔音為中央輔音，調音時氣流在口腔的中央流過舌面，而不從兩側流過。
- 氣流機制是肺部氣流，即由肺與橫膈膜驱动空气。

## 见于
| 语言   | 语言          | 词         | IPA        | 含义       | 注释                         |
| ------ | ------------- | ---------- | ---------- | ---------- | ---------------------------- |
| 海达语 | 海达堡方言:18 | [ 比如？ ] | [ 比如？ ] | [ 比如？ ] | 可能是塞音[ʡ]或浊音[ʡ͡ʢ]。:18 |